# 马科基塔
马科基塔（Maquoketa）是美国艾奥瓦州杰克逊县的城市，位于马科基塔河沿岸，是杰克逊县的县城。
61号美国国道毗邻这个城市，因此它受益于迪比克和阔德城之间的交通。 爱荷华州公路62号和64号也经过城市。 马科基塔洞穴国家公园位于城市西北方几英里处。
2010年人口普查时的人口为6,141人。